# 해성부정

해성부정 이권(海城副正 李淃, 1595년 ∼ 1637년)은 조선중기의 왕족으로 덕흥대원군의 증손이며, 도정궁(都正宮) 당은군 이인령(唐恩君 李引齡)의 5남이다.

## 생애
조선중기의 왕족으로 본관은 전주, 휘는 권(淃)이다. 덕흥대원군의 증손이며, 선조의 백형(伯兄)인 하원군 이정(河原君 李鋥)의 손자이다. 아버지는 도정궁(都正宮) 당은군 이인령(唐恩君 李引齡)이고, 어머니는 양녀(良女) 예란(禮蘭)이다.
부인은 목사(牧使) 동래인(東萊人) 정용보(鄭龍輔)의 딸로 신인 동래정씨(愼人 東萊鄭氏)와 공조참판 신평인(新平人) 이원로(李元老)의 딸로 신인 신평이씨(愼人 新平李氏)이다.
당은군의 5남으로 을미(乙未) 1595년(선조 28) 10월 18일 탄생하였다. 초수 해성수(海城守)에 봉작되었다가 창선대부(彰善大夫) 해성부정(海城副正)의 봉작을 받고 정축(丁丑) 1637년(인조 15) 4월 15일 향년 43세로 별세하자 경기도 화성군 동탄면 중2리 산 정좌에 예장하였다.

## 가족관계
- 아버지 : 당은군 이인령(唐恩君 李引齡)
- 어머니(생모) : 양녀(良女) 예란(禮蘭)
- 1부인 : 신인 동래정씨(愼人 東萊鄭氏), 목사(牧使) 동래인(東萊人) 정용보(鄭龍輔)의 딸.
- 2부인 : 신인 신평이씨(愼人 新平李氏, ?년 - 1646년), 공조참판 신평인(新平人) 이원로(李元老)의 딸.
- 장남 : 이제한(李濟漢)
- 2남 : 이충한(李忠漢)
- 3남 : 이응한(李應漢)
- 4남 : 이민한(李敏漢)
- 딸 : 이옥(李玉)